# Aiguille de la Grande Sassière
Die Aiguille de la Grande Sassière, oder häufig auch einfach die Grande Sassière, ist ein 3751 m hoher Berg der Grajischen Alpen, der südlich der Mont-Blanc-Gruppe oder genauer wenig südöstlich des Passes des Kleinen Sankt Bernhard auf dem Grat liegt, der Westen und Osten dieses Teiles der Alpen trennt und die Wasserscheide zwischen Rhone (Isère) und Po (Dora Baltea) bildet, und über den die nationale Grenze zwischen Frankreich und Italien verläuft. Dieser Grat bildet auch die Naht zwischen dem Aostatal und dem historischen Savoyen im Département Savoie und, wenige Kilometer weiter südöstlich des Berges, zwischen den beiden aneinander anschließenden Nationalparks Gran Paradiso und Vanoise, auf der Höhe, wo innerhalb dieser Schutzgebiete, jeweils Pässe Nord- und Südseite der Parks verbinden: westlich der Col de l’Iseran Tarentaise (Isère) und Maurienne (Tal des Arc), östlich der Colle del Nivolet das Aostatal und das Tal des Orco (Piemont).
Von beiden Seiten reichen Täler bis an den Fuß des Berges: die Grande Sassière beherrscht auf der französischen Seite den Osten des oberen Isèretales nördlich von Val-d’Isère und östlich gegenüber von Tignes. Auf der italienischen Seite steht sie am Talschluss des (Tales von) Valgrisenche.
Die Grande Sassière wird nach SOIUSA zu der nördlich gelegenen Rutor-Gruppe (Rutor-Léchaud-Kette) mit der Testa del Rutor gerechnet, oder mit dieser zu einem Massiv zusammengefasst, den Alpi della Grande Sassière e del Rutor (Alpes de la Grande Sassière et du Ruitor (Rutor) = Alpes de la haute Tarentaise = Alpes Grées centrales – Zentrale Grajische Alpen), das von den drei Tälern der Isère, des Valgrisenche und der Dora di Verney von La Thuile (unter dem Kleinen Sankt Bernhard) eingefasst wird.
Der Normalweg beinhaltet keinerlei alpinistisch technische Schwierigkeiten oder vergletscherte Stellen, womit die Aiguille de la Grande Sassière als der höchste Gipfel der Alpen gilt, der „wandernd“ erreicht werden kann.

## Weblinks

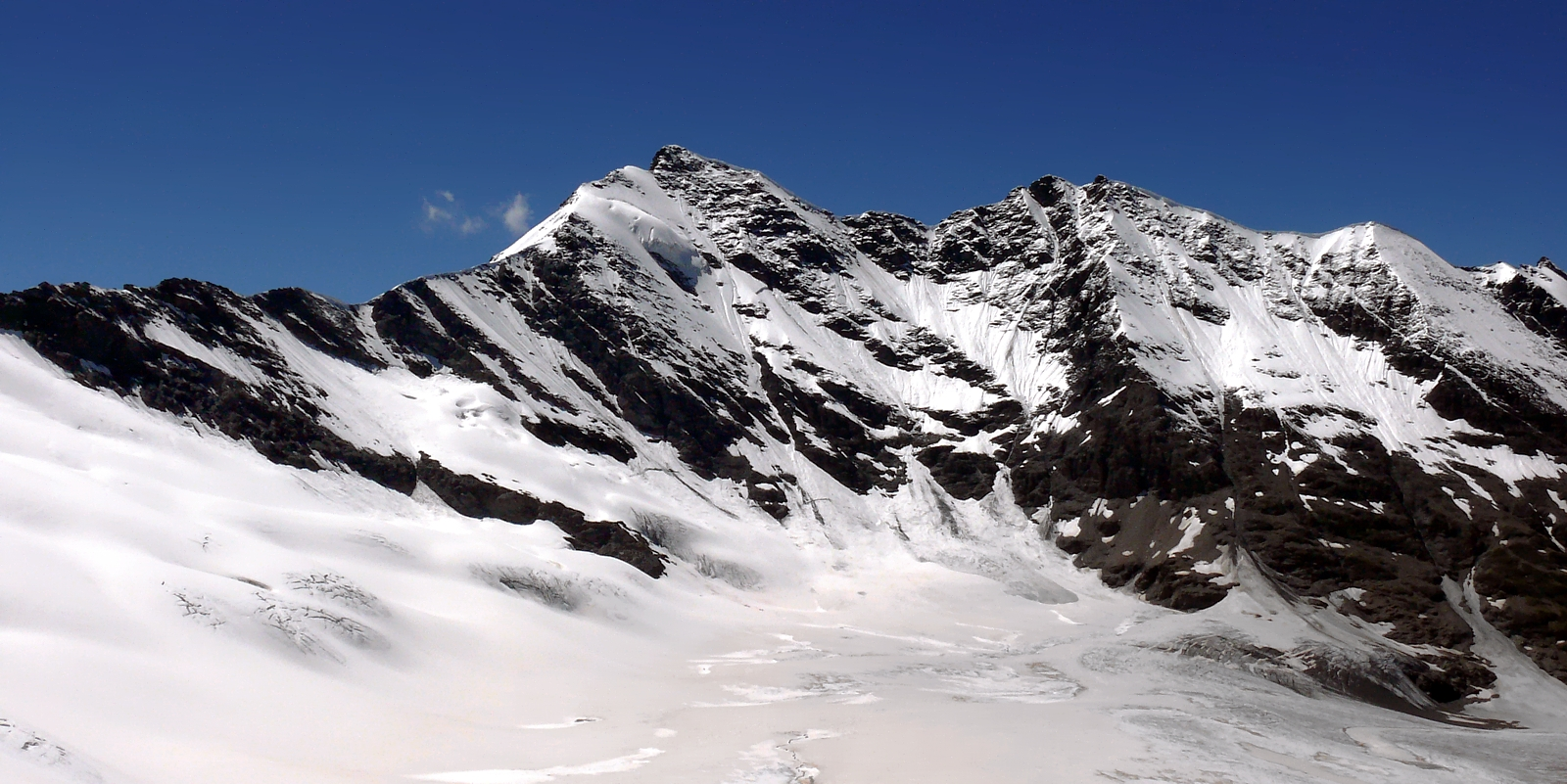
Die Aiguille de la Grande Sassière von der Becca della Traversiere

## Einzelbelege
1. ↑  Grand Sassière at summitpost
2. ↑  W. A. B. Coolidge, The Alps in nature and history, E.P. Dutton publishers, New York, 1908, p. 398